# 安哥拉伊斯蘭教
伊斯蘭教，是安哥拉的少數派宗教。大多數消息來源估計安哥拉的穆斯林人口為90,000，儘管有些人估計數字較高。安哥拉的大多數穆斯林都是遜尼派。他們通常是來自西非和中東的外國移民，儘管少數人是當地皈依者。安哥拉有幾個伊斯蘭組織經營清真寺，學校和社區中心。安哥拉伊斯蘭教發展協會是主要的傳教組織。羅安達的安哥拉穆斯林最高委員會代表穆斯林安哥拉人。截至2013年底，安哥拉政府在法律上並未承認任何穆斯林組織; 結果，該國的清真寺面臨限制，許多被政府關閉。

## 法律地位
2010年的“安哥拉憲法”保障所有公民的宗教自由。然而，在2016年底，有消息傳出安哥拉政府已經禁止伊斯蘭教並關閉了該國的所有清真寺。說它與國家的基督教價值觀發生衝突。美國國務院2013年關於全球宗教自由的報告統計了194個被拒絕獲得法律承認的不同宗教團體，其中絕大多數是基督教組織，其中包括伊斯蘭教。美國的報告確實說清真寺被摧毀 - 包括羅安達的Zango社區 - 雖然它說有兩座清真寺被關閉，但同一年也有52座教堂被關閉。
安哥拉政府要求宗教團體申請法律地位。獲得承認後，這些團體可以建立學校和禮拜場所。為了得到承認，一個宗教團體信徒必須超過10萬，並且在全國18個省中的12個省中出現。然而，穆斯林人口估計只有90,000人。雖然政府已經賦予了83個宗教團體（他們都是基督徒）的合法地位，但它並沒有賦予任何穆斯林團體合法地位。安哥拉伊斯蘭共同體主席批評安哥拉獲得承認的門檻，他說：“你需要10萬人才能被承認為宗教，或者你不能正式祈禱”。
2013年11月，安哥拉外交部長喬治·奇科蒂表示，安哥拉有8個伊斯蘭教派，但沒有一個符合登記的法律要求，“所以他們在結束這一進程之前不能實踐他們的信仰”。

## 人口
從歷史上看，安哥拉沒有重要的穆斯林人口。在21世紀，安哥拉的穆斯林社區不斷發展壯大。安哥拉的大多數穆斯林是來自西非和中東，特別是黎巴嫩的商人和移民。安哥拉的穆斯林雖有傳教活動，但只很少有安哥拉人皈依伊斯蘭教。大多數這些轉變發生在安哥拉內戰期間，當時許多安哥拉人逃往穆斯國家，並在那裡接觸伊斯蘭教。
Adebayo Oyebade估計，穆斯林占安哥拉人口的1％至2.5％。美國國務院表示，估計穆斯林人口為80,000-90,000。安哥拉大約1％的穆斯林人口堅持什葉派伊斯蘭教。

## 對清真寺的限制
國際宗教自由報告”指出，安哥拉政府有選擇地關閉了清真寺，伊斯蘭學校和社區中心。安哥拉官員否認政府有關閉清真寺的政策，有報導說地方當局多次關閉清真寺或阻止他們建造清真寺。
2010年7月，身份不明的縱火犯向萬博的一座清真寺縱火，造成大規模破壞。一位穆斯林領導人後來表示，“當局警告我們，我們不應該在那裡建造清真寺，並且必須在其他地方建造清真寺。”
2010年9月4日，當局在沒有事先通知或理由的情況下關閉了卡曾加的一座清真寺。這座清真寺在一個月後重新開放。
2011年11月，安哥拉當局在沒有通知的情況下拆除了在卡夸科用作清真寺的建築物，但沒有書面違規命令。2011年12月，馬蘭熱省的一個穆斯林團體購買了一些土地，併申請獲得建造清真寺的許可。穆斯林組織一再要求當局批准或拒絕申請，但沒有得到回應。等待幾個月後，當穆斯林組織開始施工時，安哥拉當局抵達並摧毀了清真寺地基。當局沒有提供拒絕申請的通知。
2012年1月，安哥拉政府阻止穆斯林在北隆達省棟多修建清真寺，儘管穆斯林組織有許可證。2012年5月，警察將穆斯林用作清真寺的建築物的大門鎖上，並告訴他們停止在那裡祈禱。穆斯林領導人寫了回信，但未得到回應。
根據安哥拉伊斯蘭社區的統計，2013年共有60座清真寺被關閉（大部分在羅安達外）。美國之音報導稱有一段視頻顯示紹里木的一座清真寺被拆除。[13]目前事實上穆斯林被拒絕在清真寺內祈禱或建造清真寺。
安哥拉文化部長說：“伊斯蘭教的合法化尚未獲得批准......他們的清真寺將關閉，直至另行通知。”安哥拉駐美國大使館表示不知道這一說法。安哥拉警方的一名發言人表示，他不知道任何政府要求關閉清真寺的命令。然而，美國之音發現政府文件告訴官員拆除維亞羅安達省的“Zango ”清真寺。

## 禁止伊斯蘭教的爭議
2013年11月，一些媒體消息來源報導，在安哥拉，伊斯蘭教和其他被認為違背該國文化的信仰體系已被取締。[6] [17] [18] “國際商業時報”稱，安哥拉正在尋求關閉所有清真寺。
然而，這些報導後來被政府否認，文化部表示，“安哥拉沒有反對伊斯蘭教或任何其他宗教的戰爭。”
當時，伊斯蘭合作組織（OIC）秘書長Ekmeleddin Ihsanoglu說，他的組織將向安哥拉派遣一個實況調查小組。

## 事故
2004年，安哥拉國家情報部門負責人康斯坦丁諾·維蒂亞卡在接受電台採訪時稱，極端主義恐怖網絡基地組織曾試圖通過穆斯林非政府組織進入該國。